# Heiner Müller-Krumbhaar
Heiner Müller-Krumbhaar (* 20. April 1944 in Liegnitz, Provinz Niederschlesien; † 23. Januar 2024 in Monheim am Rhein) war ein deutscher Physiker. Er war Professor für Theoretische Physik an der RWTH Aachen und Institutsdirektor am Forschungszentrum Jülich.

## Leben
Heiner Müller-Krumbhaar besuchte das Spohn-Gymnasium Ravensburg. Danach studierte er an der Technischen Universität München und wurde 1964 Mitglied des Corps Isaria. Seit 1970 Diplom-Physiker, wurde er 1973 zum Dr. rer. nat. promoviert. Nach Postgraduiertenaufenthalten am IBM Forschungslaboratorium Zürich (1973) und an der Carnegie-Mellon University in Pittsburgh (1976) wurde er 1978 auf eine Professur für Theoretische Physik an die Technische Universität Hannover berufen. Seit 1981 war er Institutsdirektor am Forschungszentrum Jülich (Institut III für Festkörperforschung), wo er schon als Post-Doc 1974 war, und gleichzeitig Professor an der RWTH Aachen. Seit 2006 war er Forschungsdirektor für Physik am Forschungszentrum Jülich. 2008 gründete er die German Research School for Simulation Sciences des Forschungszentrums Jülich und der RWTH Aachen, deren Präsident er war.
Sein Hauptforschungsgebiet war die Theorie der Keimbildung und Musterbildung bei dendritischem Wachstum sowie Computersimulation (z. B. Monte-Carlo-Verfahren) von Modellen der statistischen Mechanik, wo er schon Anfang der 1970er Jahre mit Kurt Binder zusammenarbeitete.
1997 wurde Müller-Krumbhaar Vorsitzender der Sektion Dynamik und Statistische Physik der Deutschen Physikalischen Gesellschaft (DPG) und 1998 Vorsitzender der Kommission für Schulphysik von Nordrhein-Westfalen. Seit 2003 war er Sprecher des Forschungsprogramms Kondensierte Materie der Helmholtz-Gemeinschaft Deutscher Forschungszentren. Seit 2007 war er Mitglied des Planungskomitees für massives numerisches Rechnen beim französischen Unterrichts- und Forschungsministerium.
Er hatte verschiedene wichtige Funktionen in der DPG inne: Beispielsweise war er im Jahre 2000 Gesamtkoordinator des Jahres der Physik in Deutschland und 2002 Vorstandsmitglied der DPG (für Öffentlichkeitsarbeit). Seit 2001 war er Herausgeber der Zeitschrift Europhysics Letters.

## Ehrungen
- 1979: Walter-Schottky-Preis der Deutschen Physikalischen Gesellschaft (DPG)[3]
- 2002: Verdienstorden der Bundesrepublik Deutschland, Verdienstkreuz am Bande für sein Engagement für die Physik als Kultur- und Bildungsgut
- 2002: Wahl in die Deutsche Akademie der Naturforscher Leopoldina[4]
- 2010: DPG-Ehrennadel

## Schriften
- James S. Langer and H. Müller-Krumbhaar, Theory of dendritic growth, Acta Metallurgica 26, 1681 (1978), doi:10.1016/0001-6160(78)90078-0

## Herausgeber
- mit Hermann-Friedrich Wagner: .. und Er würfelt doch! - Von der Erforschung des ganz Grossen, des ganz Kleinen und der ganz vielen Dinge, Wiley-VCH 2001, ISBN 3-527-40328-0 (Sammelband zum Jahr der Physik 2000 der DPG)
- mit Hermann-Friedrich Wagner: Was die Welt zusammenhält. Verlag Wiley-VCH, Berlin 2001. ISBN 3-527-40329-9